# İsmet Güney
İsmet Vehit Güney (né le 15 juillet 1923 à Limassol – mort le 23 juin 2009 à Nicosie) est un artiste et peintre chypriote turc. Il est surtout connu pour avoir dessiné le drapeau de Chypre, les armoiries de Chypre et le graphisme de la livre chypriote.
Le drapeau a été choisi en 1960 par Makarios III à l’issue d’un concours remporté par İsmet Güney ,.

## Galerie photographique

Le drapeau de Chypre